# J. Michael Muro
James Michael Muro (accreditato come Jim Muro, Jimmy Muro o James Muro in precedenza nella sua carriera, e J. Michael Muro dal 2005) (New York, 13 marzo 1966) è un regista e direttore della fotografia statunitense.
È conosciuto principalmente per il suo lavoro di operatore steadicam e per il film Horror in Bowery Street, da lui diretto. 

## Biografia
Nel 1987 inizia la sua carriera cinematografica dirigendo il film horror di culto Horror in Bowery Street.
Alla fine degli anni '80 e '90 è operatore steadicam di James Cameron nei film The Abyss, Terminator 2 - Il giorno del giudizio, True Lies e Titanic. 
Lavora con Kevin Costner in Balla coi lupi e Terra di confine - Open Range,  dove debutta come direttore della fotografia.
Dirige inoltre diversi episodi della serie televisiva Southland.

## Filmografia parziale

### Regista
- Horror in Bowery Street (Street Trash) (1987)

### Attore
- Billionaire Boys Club, regia di James Cox (2018)
- Horizon: An American Saga, regia di Kevin Costner (2024)